# Erodiophyllum
Erodiophyllum là một chi thực vật có hoa trong họ Cúc (Asteraceae).

## Loài
Chi Erodiophyllum gồm các loài: